# جان توماک
جان توماک (انگلیسی: John Tomac؛ زادهٔ ۳ نوامبر ۱۹۶۷) دوچرخه‌سوار اهل ایالات متحده آمریکا است.
وی در مسابقات کشوری و بین‌المللی در مجموع برندهٔ ۱ مدال طلا، ۲ مدال نقره شده‌است.